# 라스트 맨 스탠딩 (시트콤)
라스트 맨 스탠딩(Last Man Standing)은 2011년부터 2017년까지 방영된 미국의 시트콤이다.